# Regenten- en Lenghenhof
Ingeklemd tussen het Bagijnhof en de Vriesestraat in de plaats Dordrecht, in de Nederlandse provincie Zuid-Holland, ligt het uit 1755 daterende Regenten- of Lenghenhof. Het hof bestaat eigenlijk uit 4 hofjes die door poorten met elkaar verbonden zijn. De Voorhof is 18de eeuws, de Achterhof is in de 19de eeuw onder leiding van architect Huibert Willem Veth geheel verbouwd, de Lange Hof is in de 19de eeuw ontstaan, met huizen van George Nicolaas Itz en Huibert Veth en vier huizen uit de 20ste eeuw van Arie Boers. In de Klophof bevinden zich twee 19de-eeuwse huizen van Huibert Veth en vier huizen uit 1916 van Anthonie Ek. 
Aan de kant van het Bagijnhof geeft een poort in Lodewijk XV stijl toegang tot het hof, dat in totaal 52 woningen telt, inclusief een regentenkamer in rococostijl.
De Dordtse koopman en reder Gijsbert de Lengh heeft zijn geld en naam aan het hofje gegeven.
In het jaar van zijn overlijden, 1755, werden langs het Bagijnhof de eerste huisjes gebouwd.

## De bewoners
Aanvankelijk was het hofje bedoeld om berooide gezinnen een dak boven het hoofd te geven. Ook armlastige oude, ongetrouwde vrouwen, vaak gepensioneerde dienstbodes, kregen er een huisje toegewezen. Tegenwoordig zijn het uitsluitend vrouwen die het Regenten- of Lenghenhofje bewonen.

## Bezoekersinformatie
Regenten- en Lengenhof,toegang via Bagijnhof en Vriesestraat;
Toegankelijk voor publiek tussen 9.00 en 18.00 uur